# Henri Rainaldy
Henri Rainaldy est un éditeur et nouvelliste libertaire français.

## Biographie
Il contribue à plusieurs titres de la presse libertaire dont Le Libertaire, Le Journal du peuple, Le Père peinard et Les Temps nouveaux.
En 1895, il fonde et anime à Paris une maison d'éditions, la Société libre d'édition des Gens de lettres, qui s'illustre, en 1898, dans le combat dreyfusard en publiant un livre collectif d'hommages des Lettres françaises à Émile Zola.

## Œuvres
- « Notices bibliographiques BNF ».

## Sources
- Vittorio Frigerio, Littérature de l'anarchisme, Grenoble, UGA Éditions, 2014 (ISBN 978-2-843-10271-4, OCLC 1198656183, présentation en ligne, lire en ligne).
- Marjorie Rousseau, « Les nouvellistes oubliés de l’anarchisme », Acta Fabula, no vol. 13, n° 5,‎ 21 mai 2012 (ISSN 2115-8037, lire en ligne).

## Notices
- Notices d'autorité :   - VIAF
  - BnF (données)
  - IdRef
.
- René Bianco, « 100 ans de presse anarchiste ».